# كلارنس بيرغر
كلارنس بيرغر (بالإنجليزية: Clarence Berger)‏ هو لاعب كرة قاعدة أمريكي، ولد في 1 نوفمبر 1894 في إيست كليفلاند في الولايات المتحدة، وتوفي في 30 يونيو 1959.

## وصلات خارجية
- كلارنس بيرغر على موقعبيزبول رفرنس.كوم (الدوري الرئيسي) (الإنجليزية)
- كلارنس بيرغر على موقعبيزبول رفرنس.كوم (الدوري الثانوي) (الإنجليزية)